# Marek Szczepanik
Marek Władysław Szczepanik (ur. 1974) – polski samorządowiec, urzędnik państwowy i samorządowy, w latach 2015–2018 członek zarządu województwa świętokrzyskiego V kadencji.

## Życiorys
Pochodzi z gminy Stopnica. Absolwent Wydziału Politologii i Dziennikarstwa Uniwersytetu Marii Curie-Skłodowskiej w Lublinie. Kształcił się podyplomowo w zakresie integracji europejskiej w Krajowej Szkole Administracji Publicznej, przywództwa i komunikacji społecznej na Wojskowej Akademii Technicznej, bankowości i finansów w Szkole Głównej Gospodarstwa Wiejskiego oraz na studiach typu MBA na Uniwersytecie Gdańskim. Ukończył również kursy menedżerskie.
Od 1997 zajmował się tematyką funduszy unijnych. Przez 10 lat zatrudniony w Ministerstwie Rolnictwa i Rozwoju Wsi, doszedł do stanowiska audytora wewnętrznego i kierownika zespołów w Fundacji Programów Pomocy dla Rolnictwa. Zajmował się m.in. wdrażaniem programów Phare i SAPARD. W latach 2007–2012 kierował Departamentem Funduszy Strukturalnych w Urzędzie Marszałkowskim Województwa Świętokrzyskiego. Następnie przez ponad 3 lata zajmował stanowisko wiceprezesa Polskiej Agencji Rozwoju Przedsiębiorczości.
Zaangażował się w działalność polityczną w ramach Polskiego Stronnictwa Ludowego. W 2010 wybrany do rady powiatu buskiego. Bez powodzenia kandydował do sejmiku świętokrzyskiego w 2018. 29 grudnia 2015 powołany na członka zarządu województwa świętokrzyskiego (zastąpił Kazimierza Kotowskiego). Zakończył pełnienie funkcji wraz z całym zarządem 22 listopada 2018. Później zajął się prowadzeniem firmy doradczo-szkoleniowej.